# SMS S 138 (1906)
S 138 – niemiecki niszczyciel z okresu I wojny światowej. Pierwsza jednostka typu S 138. Okręt wyposażony w cztery kotły parowe opalane węglem. Zapas paliwa 194 tony. 7 lipca 1918 zatonął na Morzu Północnym na minie.